# Eugen Kozak
Eugen Kozak (ukrainisch Євген Оксентійович Козак Jewhen Oksentijowytsch Kosak; * 21. Dezember 1857 in Slobozia-Banilla, Ostgalizien, Kaisertum Österreich; † 5. September 1933 in Czernowitz, Rumänien) war ein Bukowiner Kirchenslawist und Landeshistoriker.

## Leben
Eugen Kozak kam im Dorf Slobozia-Banilla, dem heutigen Sloboda-Banyliw im Rajon Wyschnyzja der westukrainischen Oblast Tscherniwzi zur Welt.
Kozak besuchte das k.k. I. Staatsgymnasium Czernowitz. An der Franz-Josephs-Universität studierte er Philosophie und griechisch-orientalische Theologie. Weiterführende Studien zur Slawistik und Indogermanistik betrieb er an der Universität  Wien. Am 18. Dezember 1891 wurde er in Wien zum Dr. phil. promoviert. Ab 1892 betrieb Sylvester Morariu-Andriewicz die Errichtung einer Lehrkanzel für kirchenslawische Sprache und Grammatik an der Franz-Josephs-Universität. 1899 erhielt Kozak ein Extraordinariat. Vorlesungen und Prüfungen erfolgten in Ruthenisch und Rumänisch, den beiden Sprachen der Diözese der Bukowina und Dalmatiens. Seit 1905 Ordinarius, wurde Kozak für das akademische Jahr 1907/08 zum Rektor der Franz-Josephs-Universität gewählt. In seiner Inaugurationsrede am 9. Dezember 1907 widmete er sich der Bedeutung des Kirchenslawischen. Für die Altruthenen wurde er 1911 in den Bukowiner Landtag gewählt. Als die Bukowina nach dem Ersten Weltkrieg und dem Ungarisch-Rumänischen Krieg an Großrumänien gefallen war, wurde Kozak nicht in den akademischen Senat der Universität Czernowitz übernommen.

## Veröffentlichungen
- Die Inschriften aus der Bukovina epigraphische Beiträge zur Quellenkunde der Landes- und Kirchengeschichte. T. 1, Steininschriften mit 27 Textillustrationen. Wien 1903.
- mit V. Jagić: Die biblisch-apokryphe Literatur bei den Slaven.
- Die älteste Urkunde des Klosters Putna. Wien 1904.